# Sima Nenadović
Pour les articles homonymes, voir Famille Nenadović et Nenadović.
Sima Nenadović (en serbe cyrillique : Сима Ненадовић) ou Simeon Nenadović (Симеон Ненадовић ; né en 1793 – mort en 1815) est un voïvode serbe du Second soulèvement serbe contre les Ottomans. Il était membre de la famille Nenadović, comme son frère Prota Mateja Nenadović, qui a été le premier président du Conseil serbe, son père Aleksa Nenadović (1749–1804), son neveu Ljubomir Nenadović et son oncle Jakov Nenadović.

## Biographie

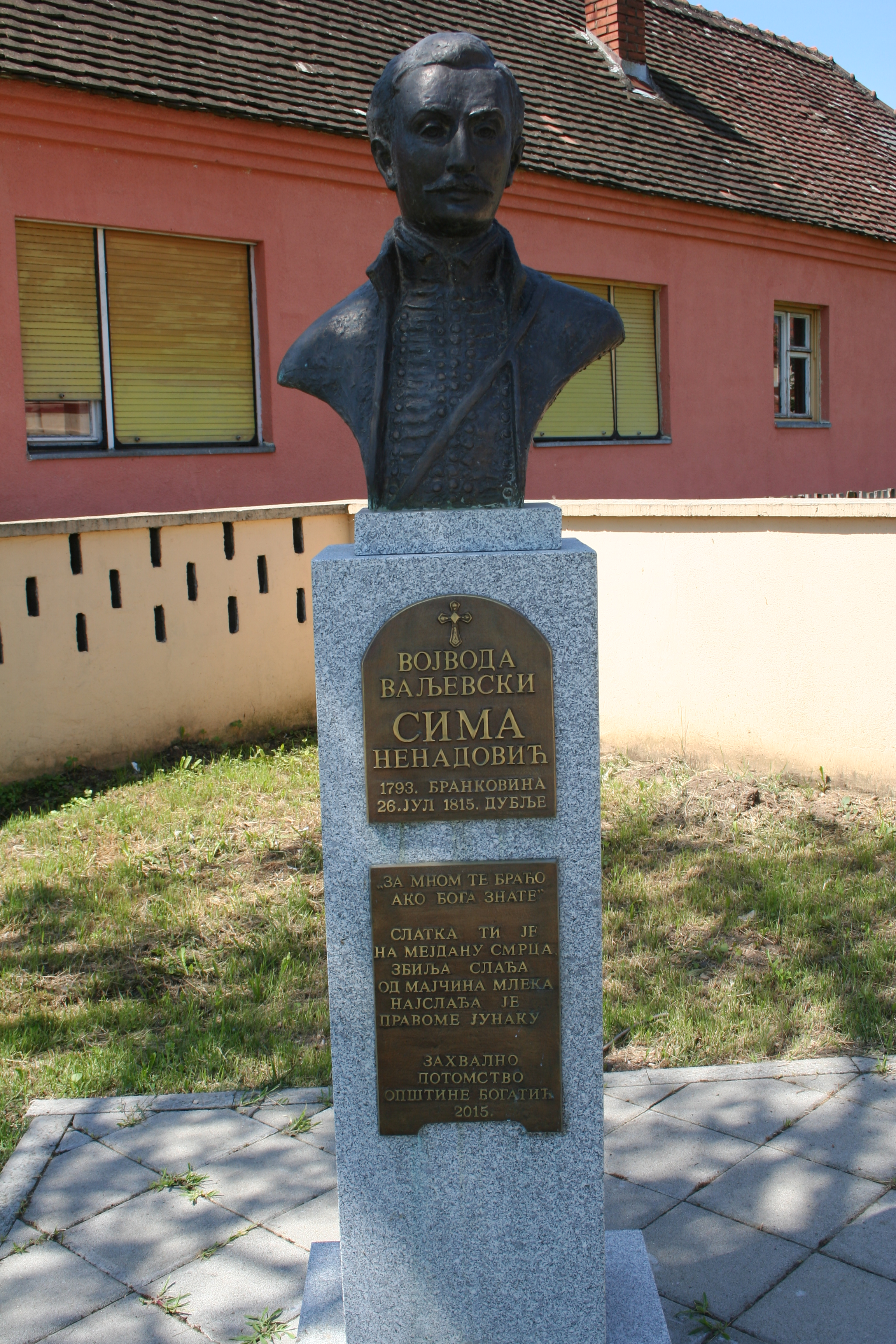
Buste de Sima Nenadović sur le parvis de l'église de l'Ascension de Dublje.

Simeon Nenadović est né 1793, à Brankovina, un village aujourd'hui situé sur le territoire de la Ville de Valjevo. Son père était le knèze (prince) Aleksa Nenadović et sa mère était prénommée Jovanka. Les janissaires ottomans renégats, connus sous le nom de dahijas, ont pris le contrôle du sandjak de Smederevo en 1802, après avoir assassiné le vizir Hadži Mustafa Pacha. Les quatre chefs des dahijas se sont alors partagé le sandjak et s'y sont comportés en maîtres absolus, allant jusqu'à retirer aux Serbes les droits que leur avait accordés le sultan Sélim III. En 1804, les janissaires ont exécuté plus de 70 Serbes éminents au cours d'un événement connu historiquement sous le nom de « massacre des Princes » ; parmi les victimes se trouvait le père de Sima, Aleksa Nenadović, et Ilija Birčanin. Sima a suivi les cours de la « Grande école Ivan Jugović » (en serbe : Velika škola Ivana Jugovića) de Belgrade et l'école militaire de Vienne.
Le « massacre des Princes » a été le déclencheur du Premier soulèvement serbe contre les Ottomans. Karađorđe (Karageorges) a été élu chef des combattants. L'oncle de Sima, Jakov Nenadović, était l'un des plus importants commandants des révolutionnaires serbes et, en même temps, le premier ministre de l'Intérieur de la nouvelle Serbie (1811–1813). Son frère aîné, Mateja, également connu comme Prota Mateja, était un archiprêtre orthodoxe et il a été le premier président du Conseil d'administration serbe (Praviteljstvujušči sovjet serbski), c'est-à-dire l'équivalent d'un premier ministre.
Lors du Premier soulèvement, Sima a participé seulement aux batailles sur la Drina de 1813. Quand les Turcs ont réprimé la révolte, il a quitté la Serbie et il a aidé son frère Mateja dans ses missions diplomatique (1814–15). Il est rentré dans son pays dès le début du Second soulèvement serbe, en 1815. Il est alors devenu voïvode de la nahija de Valjevo nahija. Il est mort au combat contre les Ottomans à Dublje, lors de la bataille de Dublje, le 26 juillet 1815. Il avait 22 ans.